# 詹姆斯·戴维斯 (橄榄球运动员)
詹姆斯·戴维斯（英語：James Davies，1990年10月25日—），英国男子橄榄球运动员。他曾代表英国七人制国家队参加2016年夏季奥林匹克运动会七人制橄榄球比赛，获得一枚银牌。